# Чемпионат СССР по хоккею с шайбой 1985/1986 (составы)

## Условные обозначения
| Имя Фамилия | Лучший игрок сезона/Игрок включён в символическую сборную |
| Имя Фамилия | Игрок включён в символическую сборную                     |
| Имя Фамилия | Игрок включён в список 34-х                               |
| Имя Фамилия | Участник ЧМ/ОИ                                            |
| Цифра       | Лучший результат сезона защитника/нападающего             |

## 1.ЦСКА
Старший тренер: мс, зтр СССР Виктор Тихонов.

Тренер: змс Виктор Кузькин, змс Борис Михайлов.
| Поз. | № | Зв.  | Игрок                 | Г.р. | И  | Г   | П  | О  | Штр. | Мед. | Пришли                     | Ушли                       |
| ---- | - | ---- | --------------------- | ---- | -- | --- | -- | -- | ---- | ---- | -------------------------- | -------------------------- |
| Вр.  |   | мс   | Евгений Белошейкин    | 1966 | 30 | -54 | 0  | 0  | 0    |      |                            |                            |
| Вр.  |   | мсмк | Александр Тыжных      | 1958 | 11 | -25 | 0  | 0  | 0    |      |                            |                            |
| Защ. |   | змс  | Сергей Бабинов        | 1955 | 40 | 1   | 4  | 5  | 8    |      |                            |                            |
| Защ. |   | мс   | Алексей Грищенко      | 1966 | 13 | 0   | 0  | 0  | 2    |      | «Торпедо» Усть-Каменогорск | СКА МВО Калинин            |
| Защ. |   | мсмк | Алексей Гусаров       | 1964 | 40 | 3   | 5  | 8  | 30   |      |                            |                            |
| Защ. |   | змс  | Владимир Зубков       | 1958 | 29 | 1   | 6  | 7  | 14   |      |                            |                            |
| Защ. |   | змс  | Алексей Касатонов     | 1959 | 40 | 6   | 17 | 23 | 27   |      |                            |                            |
| Защ. |   | мс   | Владимир Константинов | 1967 | 26 | 4   | 3  | 7  | 12   |      |                            |                            |
| Защ. |   |      | Дмитрий Миронов       | 1965 | 9  | 0   | 1  | 1  | 8    |      | СКА МВО Калинин            |                            |
| Защ. |   |      | Сергей Селянин        | 1966 | 8  | 0   | 0  | 0  | 6    |      | СКА МВО Калинин            |                            |
| Защ. |   | змс  | Сергей Стариков       | 1958 | 37 | 3   | 2  | 5  | 6    |      |                            |                            |
| Защ. |   | змс  | Игорь Стельнов        | 1963 | 38 | 2   | 1  | 3  | 16   |      |                            |                            |
| Защ. |   | змс  | Вячеслав Фетисов      | 1958 | 40 | 15  | 19 | 34 | 12   |      |                            |                            |
| Нап. |   | змс  | Вячеслав Быков        | 1960 | 36 | 10  | 10 | 20 | 6    |      |                            |                            |
| Нап. |   | змс  | Михаил Васильев       | 1962 | 33 | 10  | 5  | 15 | 14   |      |                            |                            |
| Нап. |   | мс   | Александр Веселов     | 1958 | 18 | 5   | 2  | 7  | 0    |      | «Ижсталь» Ижевск           | «Динамо» Рига              |
| Нап. |   | мс   | Игорь Вязьмикин       | 1966 | 19 | 7   | 6  | 13 | 6    |      |                            |                            |
| Нап. |   | змс  | Александр Герасимов   | 1959 | 31 | 12  | 8  | 20 | 10   |      |                            |                            |
| Нап. |   | змс  | Ирек Гимаев           | 1957 | 36 | 4   | 11 | 15 | 22   |      |                            |                            |
| Нап. |   | мс   | Рашит Гимаев          | 1959 | 17 | 3   | 2  | 5  | 2    |      | СК им. Салавата Юлаева Уфа | СК им. Салавата Юлаева Уфа |
| Нап. |   | змс  | Николай Дроздецкий    | 1957 | 31 | 12  | 8  | 20 | 20   |      |                            |                            |
| Нап. |   | мсмк | Александр Зыбин       | 1960 | 22 | 2   | 3  | 5  | 2    |      |                            |                            |
| Нап. |   | мс   | Валерий Каменский     | 1966 | 40 | 15  | 9  | 24 | 8    |      | «Химик» Воскресенск        |                            |
| Нап. |   |      | Павел Костичкин       | 1968 | 16 | 5   | 4  | 9  | 12   |      | ЦСКА (мол.)                |                            |
| Нап. |   | змс  | Владимир Крутов       | 1960 | 40 | 31  | 17 | 48 | 10   |      |                            |                            |
| Нап. |   | змс  | Игорь Ларионов        | 1960 | 40 | 21  | 31 | 52 | 33   |      |                            |                            |
| Нап. |   | змс  | Сергей Макаров        | 1958 | 40 | 30  | 32 | 62 | 28   |      |                            |                            |
| Нап. |   |      | Сергей Моисеев        | 1965 | 2  | 0   | 0  | 0  | 0    |      | СКА МВО Калинин            | «Ижсталь» Ижевск           |
| Нап. |   | змс  | Андрей Хомутов        | 1961 | 38 | 14  | 15 | 29 | 10   |      |                            |                            |
| Нап. |   | мс   | Александр Черных      | 1965 | 10 | 3   | 3  | 6  | 6    |      | «Химик» Воскресенск        | СКА МВО Калинин            |
|      |   |      | 30 игрок (2-11-17)    |      |    | 219 |    |    | 330  |      | 9 игроков                  |                            |

## 2.«Динамо» Москва
Старший тренер: змс, зтр СССР Юрий Моисеев.

Тренер: мс, зтр РСФСР Игорь Тузик, змс, зтр СССР Виталий Давыдов.
| Поз. | № | Зв.  | Игрок                 | Г.р. | И  | Г    | П  | О  | Штр    | Мед. | Пришли              | Ушли             |
| ---- | - | ---- | --------------------- | ---- | -- | ---- | -- | -- | ------ | ---- | ------------------- | ---------------- |
| Вр.  |   | змс  | Владимир Мышкин       | 1955 | 39 | -105 | 0  | 0  | 22(10) |      |                     |                  |
| Вр.  |   | мс   | Юрий Никитин          | 1961 | 3  | -9   | 0  | 0  | 0      |      |                     |                  |
| Защ. |   | змс  | Зинэтула Билялетдинов | 1955 | 40 | 11   | 14 | 25 | 38     |      |                     |                  |
| Защ. |   | мсмк | Юрий Вожаков          | 1959 | 40 | 4    | 4  | 8  | 23     |      |                     |                  |
| Защ. |   | мс   | Виктор Глушенков      | 1960 | 40 | 2    | 3  | 5  | 16     |      |                     |                  |
| Защ. |   | мс   | Олег Микульчик        | 1964 | 40 | 0    | 1  | 1  | 36     |      |                     |                  |
| Защ. |   | змс  | Василий Первухин      | 1956 | 40 | 7    | 8  | 15 | 8      |      |                     |                  |
| Защ. |   | мс   | Евгений Попихин       | 1960 | 38 | 0    | 1  | 1  | 22     |      |                     |                  |
| Защ. |   | мс   | Андрей Пятанов        | 1959 | 39 | 4    | 2  | 6  | 12     |      | «Химик» Воскресенск |                  |
| Защ. |   | мс   | Анатолий Федотов      | 1966 | 35 | 0    | 2  | 2  | 10     |      | «Кристалл» Саратов  |                  |
| Нап. |   | мсмк | Анатолий Антипов      | 1959 | 40 | 19   | 13 | 32 | 26     |      |                     |                  |
| Нап. |   | мс   | Михаил Анфёров        | 1956 | 21 | 3    | 0  | 3  | 10     |      |                     |                  |
| Нап. |   | мс   | Николай Борщевский    | 1965 | 31 | 6    | 4  | 10 | 4      |      |                     |                  |
| Нап. |   | мс   | Николай Варянов       | 1959 | 39 | 12   | 9  | 21 | 32     |      |                     |                  |
| Нап. |   |      | Александр Гальченюк   | 1967 | 11 | 1    | 1  | 2  | 4      |      | «Динамо» Минск      |                  |
| Нап. |   |      | Игорь Дорофеев        | 1968 | 17 | 2    | 0  | 2  | 0      |      | «Динамо» (мол.)     |                  |
| Нап. |   | мс   | Владимир Зубрильчев   | 1960 | 39 | 9    | 7  | 16 | 23     |      |                     |                  |
| Нап. |   | мс   | Юрий Леонов           | 1963 | 39 | 6    | 11 | 17 | 14     |      |                     |                  |
| Нап. |   |      | Олег Маринин          | 1966 | 1  | 0    | 0  | 0  | 0      |      | «Динамо» (мол.)     | «Динамо» Харьков |
| Нап. |   | мс   | Андрей Попугаев       | 1965 | 21 | 2    | 2  | 4  | 6      |      |                     |                  |
| Нап. |   | мсмк | Сергей Светлов        | 1961 | 35 | 15   | 20 | 35 | 20     |      |                     |                  |
| Нап. |   | мсмк | Анатолий Семёнов      | 1962 | 32 | 18   | 17 | 35 | 19     |      |                     |                  |
| Нап. |   | мс   | Мисхат Фахрутдинов    | 1958 | 40 | 11   | 6  | 17 | 14     |      |                     |                  |
| Нап. |   | мс   | Владимир Шашов        | 1960 | 24 | 1    | 2  | 3  | 8      |      |                     |                  |
| Нап. |   | мс   | Виктор Шкурдюк        | 1958 | 38 | 8    | 13 | 21 | 4      |      |                     |                  |
| Нап. |   | мс   | Сергей Яшин           | 1962 | 40 | 14   | 19 | 33 | 26     |      |                     |                  |
|      |   |      | 26 игроков (2-8-16)   |      |    | 156  |    |    | 397    |      | 5 игроков           |                  |

## 3.«Спартак» Москва
Старший тренер: змс, зтр РСФСР Борис Майоров.

Тренер: мс Дмитрий Китаев, мс Валерий Чекалкин.
| Поз. | № | Зв.  | Игрок                | Г.р. | И  | Г                         | П  | О  | Штр | Мед. | Пришли               | Ушли                    |
| ---- | - | ---- | -------------------- | ---- | -- | ------------------------- | -- | -- | --- | ---- | -------------------- | ----------------------- |
| Вр.  |   | мсмк | Виктор Дорощенко     | 1953 | 34 | -94                       | 0  | 0  | 2   |      |                      |                         |
| Вр.  |   | мс   | Дмитрий Сапрыкин     | 1960 | 11 | -22 1 шайба пустые ворота | 0  | 0  | 0   |      |                      |                         |
| Вр.  |   |      | Алексей Червяков     | 1965 | 2  | -2                        | 0  | 0  | 0   |      | «Торпедо» Ярославль  | СКА МВО Калинин         |
| Защ. |   | мс   | Сергей Борисов       | 1955 | 37 | 1                         | 5  | 6  | 28  |      |                      |                         |
| Защ. |   | мс   | Илья Бякин           | 1963 | 34 | 8                         | 7  | 15 | 41  |      |                      |                         |
| Защ. |   | мс   | Владимир Крючков     | 1957 | 32 | 1                         | 5  | 6  | 8   |      | «Ижсталь» Ижевск     | «Торпедо» Ярославль     |
| Защ. |   | мсмк | Владимир Кучеренко   | 1955 | 12 | 1                         | 1  | 2  | 29  |      |                      |                         |
| Защ. |   | мс   | Александр Лысенко    | 1964 | 5  | 0                         | 0  | 0  | 0   |      |                      |                         |
| Защ. |   | мсмк | Игорь Мартынов       | 1964 | 29 | 2                         | 1  | 3  | 10  |      |                      |                         |
| Защ. |   |      | Вадим Туников        | 1959 | 19 | 0                         | 0  | 0  | 10  |      |                      |                         |
| Защ. |   | мсмк | Владимир Тюриков     | 1963 | 34 | 1                         | 8  | 9  | 40  |      |                      |                         |
| Защ. |   | мс   | Александр Фаткуллин  | 1961 | 37 | 4                         | 5  | 9  | 32  |      | «Сибирь» Новосибирск |                         |
| Защ. |   | мс   | Сергей Фокин         | 1963 | 38 | 4                         | 7  | 11 | 28  |      |                      |                         |
| Защ. |   | мс   | Андрей Чистяков      | 1962 | 23 | 0                         | 0  | 0  | 8   |      |                      |                         |
| Нап. |   |      | Сергей Агейкин       | 1963 | 33 | 20                        | 11 | 31 | 22  |      | «Кристалл» Саратов   |                         |
| Нап. |   |      | Игорь Акулинин       | 1965 | 5  | 0                         | 0  | 0  | 0   |      | «Динамо» Москва      | «Динамо» Рига           |
| Нап. |   | мс   | Игорь Болдин         | 1964 | 36 | 8                         | 6  | 14 | 2   |      |                      |                         |
| Нап. |   | мс   | Сергей Варнавский    | 1960 | 27 | 8                         | 3  | 11 | 12  |      |                      |                         |
| Нап. |   | мс   | Герман Волгин        | 1963 | 24 | 5                         | 3  | 8  | 10  |      |                      |                         |
| Нап. |   | мс   | Василий Каменев      | 1964 | 26 | 2                         | 1  | 3  | 10  |      |                      |                         |
| Нап. |   | змс  | Сергей Капустин      | 1953 | 38 | 23                        | 13 | 26 | 50  |      |                      |                         |
| Нап. |   | змс  | Александр Кожевников | 1958 | 36 | 14                        | 13 | 27 | 21  |      |                      |                         |
| Нап. |   |      | Геннадий Курдин      | 1959 | 40 | 9                         | 11 | 20 | 34  |      |                      |                         |
| Нап. |   |      | Игорь Петров         | 1965 | 37 | 4                         | 0  | 4  | 12  |      | «Звезда» Оленегорск  |                         |
| Нап. |   |      | Виталий Прохоров     | 1966 | 29 | 3                         | 9  | 12 | 4   |      |                      |                         |
| Нап. |   |      | Константин Рачков    | 1967 | 14 | 0                         | 0  | 0  | 2   |      | <<                   | «Кристалл» Электросталь |
| Нап. |   |      | Дмитрий Рожков       | 1967 | 19 | 3                         | 0  | 3  | 10  |      |                      |                         |
| Нап. |   | змс  | Виктор Тюменев       | 1957 | 39 | 12                        | 12 | 24 | 24  |      |                      |                         |
| Нап. |   | змс  | Сергей Шепелев       | 1955 | 38 | 12                        | 16 | 28 | 31  |      |                      |                         |
| Нап. |   |      | Павел Шиндяпин       | 1966 | 7  | 1                         | 1  | 2  | 0   |      | «Спартак» (мол.)     | «Кристалл» Электросталь |
|      |   |      | 30 игроков (3-11-16) |      |    | 146                       |    |    | 480 |      | 8 игроков            |                         |

## 4.«Сокол» Киев
Старший тренер: мс, зтр УССР Анатолий Богданов.

Тренер: мс, зтр УССР Бронислав Самович, мс, зтр УССР Александр Фадеев.
| Поз. | № | Зв. | Игрок               | Г.р. | И  | Г   | П  | О  | Штр | Пришли             | Ушли           |
| ---- | - | --- | ------------------- | ---- | -- | --- | -- | -- | --- | ------------------ | -------------- |
| Вр.  |   |     | Александр Васильев  | 1964 | 22 | -36 | 0  | 0  | 4   |                    |                |
| Вр.  |   |     | Павел Михоник       | 1966 | 3  | -3  | 0  | 0  | 0   | «Сокол» (мол.)     | ШВСМ Киев      |
| Вр.  |   | мс  | Юрий Шундров        | 1956 | 33 | -99 | 0  | 0  | 2   |                    |                |
| Защ. |   | мс  | Олег Васюнин        | 1959 | 26 | 1   | 3  | 4  | 8   |                    |                |
| Защ. |   | мс  | Сергей Горбушин     | 1957 | 39 | 5   | 7  | 12 | 24  |                    |                |
| Защ. |   | мс  | Анатолий Доника     | 1960 | 38 | 9   | 5  | 14 | 36  |                    |                |
| Защ. |   |     | Владимир Кирик      | 1967 | 2  | 0   | 0  | 0  | 2   | «Сокол» (мол.)     | ШВСМ Киев      |
| Защ. |   | мс  | Николай Ладыгин     | 1954 | 10 | 1   | 0  | 1  | 8   |                    | ШВСМ Киев      |
| Защ. |   | мс  | Александр Менченков | 1958 | 40 | 6   | 10 | 16 | 22  |                    |                |
| Защ. |   | мс  | Валерий Сидоров     | 1959 | 35 | 1   | 2  | 3  | 26  |                    |                |
| Защ. |   | мс  | Михаил Татаринов    | 1965 | 37 | 7   | 5  | 12 | 41  |                    |                |
| Защ. |   | мс  | Валерий Ширяев      | 1963 | 36 | 1   | 4  | 5  | 10  |                    |                |
| Нап. |   | мс  | Игорь Бубенщиков    | 1960 | 20 | 5   | 8  | 13 | 4   | «Динамо» Минск     | «Динамо» Минск |
| Нап. |   | мс  | Владимир Голубович  | 1954 | 40 | 9   | 15 | 24 | 18  |                    |                |
| Нап. |   | мс  | Сергей Давыдов      | 1957 | 39 | 19  | 9  | 28 | 8   |                    |                |
| Нап. |   | мс  | Владимир Еловиков   | 1966 | 28 | 3   | 3  | 6  | 12  |                    |                |
| Нап. |   | мс  | Сергей Земченко     | 1961 | 34 | 13  | 8  | 21 | 22  |                    |                |
| Нап. |   |     | Алексей Кузнецов    | 1967 | 13 | 1   | 0  | 1  | 2   | ШВСМ Киев          | ШВСМ Киев      |
| Нап. |   | мс  | Александр Куликов   | 1955 | 35 | 5   | 10 | 15 | 10  |                    |                |
| Нап. |   | мс  | Пётр Малков         | 1960 | 39 | 15  | 14 | 29 | 18  | «Кристалл» Саратов |                |
| Нап. |   | мс  | Николай Нариманов   | 1958 | 38 | 15  | 8  | 23 | 12  |                    |                |
| Нап. |   | мс  | Андрей Овчинников   | 1961 | 32 | 4   | 2  | 6  | 10  |                    |                |
| Нап. |   | мс  | Евгений Рощин       | 1962 | 33 | 9   | 2  | 11 | 8   | «Динамо» Минск     |                |
| Нап. |   |     | Олег Синьков        | 1965 | 16 | 0   | 0  | 0  | 2   |                    |                |
| Нап. |   | мс  | Анатолий Степанищев | 1961 | 39 | 12  | 22 | 34 | 20  |                    |                |
| Нап. |   |     | Дмитрий Христич     | 1969 | 4  | 0   | 0  | 0  | 0   | ШВСМ Киев          |                |
| Нап. |   | мс  | Евгений Шастин      | 1960 | 37 | 15  | 8  | 23 | 36  |                    |                |
| Нап. |   | мс  | Рамиль Юлдашев      | 1961 | 40 | 16  | 9  | 25 | 6   |                    |                |
|      |   |     | 28 игроков (3-9-16) |      |    | 172 |    |    | 371 | 7 игроков          |                |

## 5. «Динамо» Рига
- вр Василёнок, Михаил Михайлович
- вр Самойлов, Виталий Анатольевич
- защ Береснев, Леонид Аркадьевич
- защ Григорьев, Константин
- защ Грундманис, Мартиньш
- защ Дурдин, Владимир Владимирович
- защ Зиновьев, Дмитрий Иванович
- защ Катлапс, Улвис
- защ Кузнецов, Валерий Борисович
- защ Матыцин, Андрей Александрович
- защ Таболин, Андрей Михайлович
- защ Фрейманис, Агрис
- нап Абалмасов, Михаил Иванович
- нап Белявский, Александр Иосифович
- нап Брезгин, Игорь Александрович
- нап Гапеенко, Сергей
- нап Дудин, Владимир Аполлинарьевич
- нап Знарок, Олег Валерьевич
- нап Керч, Александр Ярославович
- нап Лубкин, Владимир Викторович
- нап Павлов, Игорь Валентинович
- нап Семеряк, Евгений Степанович
- нап Скосырев, Сергей
- нап Фроликов, Алексей Викторович
- нап Шипицын, Юрий Владимирович
- нап Шостак, Михаил Борисович
- Старший тренер: Владимир Юрзинов

## 6. СКА Ленинград
- вр Лосев, Дмитрий Владимирович
- вр Черкас, Сергей Михайлович
- защ Гайлик, Юрий Викторович
- защ Гимаев, Сергей Наильевич
- защ Евдокимов, Игорь Михайлович
- защ Жуков, Сергей Борисович
- защ Кукушкин, Дмитрий Викторович
- защ Ледовских, Александр Иванович
- защ Михайлов, Александр Николаевич
- защ Хализов, Святослав Игоревич
- защ Шенделев, Сергей Викторович
- нап Андреев, Андрей Михайлович
- нап Андреев, Владимир Николаевич
- нап Власов, Игорь Геннадьевич
- нап Иванов, Игорь Викторович
- нап Кравец, Михаил Григорьевич
- нап Кузьмин, Виктор Васильевич
- нап Лавров, Вячеслав Васильевич
- нап Лапшин, Сергей Евгеньевич
- нап Маслов, Николай Евгеньевич
- нап Одинцов, Сергей Анатольевич
- нап Панин, Михаил Викторович
- нап Смельцов, Сергей Анатольевич
- нап Старковский, Игорь Алексеевич
- нап Тепляков, Сергей Владимирович
- нап Цветков, Сергей Николаевич
- Старший тренер: Валерий Шилов

## 7. «Крылья Советов»
- вр Дроздов, Сергей Игоревич
- вр Карпин, Андрей Борисович
- защ Канарейкин, Фёдор Леонидович
- защ Кузнецов, Юрий Борисович
- защ Курашов, Константин Борисович
- защ Лынов, Юрий Алексеевич
- защ Макаров, Сергей Викторович
- защ Мурашов, Александр Юрьевич
- защ Подрезов, Вадим Евгеньевич
- защ Семёнов, Сергей Николаевич
- защ Страхов, Юрий Николаевич
- защ Черенков, Павел Николаевич
- нап Авдеев, Иван Иванович
- нап Андреев, Аркадий Фёдорович
- нап Евстифеев, Валерий Александрович
- нап Жебровский, Сергей Валерьевич
- нап Иванов, Александр Евгеньевич
- нап Коршунов, Михаил Владимирович
- нап Немчинов, Сергей Львович
- нап Пряхин, Сергей Васильевич
- нап Расько, Игорь Владимирович
- нап Ромашин, Игорь Николаевич
- нап Тарасов, Анатолий Николаевич
- нап Харин, Сергей Анатольевич
- нап Хмылёв, Юрий Алексеевич
- нап Чижмин, Евгений Валентинович
- нап Штепа, Евгений Юрьевич
- Старший тренер: Игорь Дмитриев

## 8. «Химик»
- вр Герасимов, Леонид Фёдорович
- вр Привалов, Вадим Николаевич
- защ Басалгин, Андрей Тимофеевич
- защ Давыдкин, Николай Степанович
- защ Кольцов, Владимир Васильевич
- защ Михайлов, Валерий Лукич
- защ Монаенков, Игорь Александрович
- защ Смирнов, Александр Евгеньевич
- защ Спиридонов, Василий Петрович
- защ Яковенко, Андрей Васильевич
- нап Баженов, Игорь Юрьевич
- нап Бочков, Андрей Николаевич
- нап Брагин, Валерий Николаевич
- нап Ванин, Николай Анатольевич
- нап Галкин, Андрей Алексеевич
- нап Донсков, Александр Владимирович
- нап Зелепукин, Валерий Михайлович
- нап Карпов, Сергей Николаевич
- нап Квартальнов, Андрей Вячеславович
- нап Крутов, Виктор Иванович
- нап Лаврентьев, Владимир Алексеевич
- нап Мариненко, Николай Николаевич
- нап Мишуков, Игорь Викторович
- нап Саломатин, Алексей Георгиевич
- нап Трухно, Леонид Станиславович
- нап Щуренко, Владимир Ильич
- Старший тренер: Владимир Васильев

## 9. «Трактор»
- вр Королёв, Виктор Валентинович
- вр Мыльников, Сергей Александрович
- защ Емец, Алексей Владимирович
- защ Иконников, Геннадий Иванович
- защ Кулев, Сергей Николаевич
- защ Матушкин, Игорь Витальевич
- защ Парамонов, Сергей Викторович
- защ Сидоренко, Андрей Михайлович
- защ Тимофеев, Анатолий Григорьевич
- защ Трегубенков, Игорь Григорьевич
- нап Андреев, Валерий Борисович
- нап Волобуев, Олег Александрович
- нап Глазков, Александр Степанович
- нап Давыдов, Евгений Витальевич
- нап Езовских, Павел Павлович
- нап Есаков, Игорь Владимирович
- нап Знарок, Игорь Валерьевич
- нап Иванов, Сергей Иванович
- нап Махинько, Анатолий Иванович
- нап Молчанов, Борис Иванович
- нап Пашнин, Сергей Иванович
- нап Попов, Валерий Иванович
- нап Рожков, Александр Егорович
- нап Суханов, Николай Николаевич
- нап Чистяков, Анатолий Николаевич
- нап Шадрин, Станислав Юрьевич
- нап Шумаков, Юрий Фёдорович
- Старший тренер: Анатолий Шустов

## 10. «Торпедо» Горький
- вр Воробьёв, Владимир Николаевич
- вр Звягинцев, Игорь Николаевич
- вр Макаров, Владислав Валентинович
- вр Тихомиров, Владимир Сергеевич
- вр Тюляпкин, Сергей Александрович
- защ Галихманов, Вадим Рашидович
- защ Голышев, Николай Иванович
- защ Горев, Сергей Владимирович
- защ Жуков, Павел Иванович
- защ Кудрявцев, Олег Викторович
- защ Кунин, Сергей Николаевич
- защ Пресняков, Михаил Михайлович
- защ Сорокин, Сергей Николаевич
- защ Федосов, Владимир Иванович
- нап Варнаков, Михаил Павлович
- нап Водопьянов, Анатолий Николаевич
- нап Горшков, Николай Валентинович
- нап Горюнов, Пётр Станиславович
- нап Доброхотов, Виктор Петрович
- нап Еганов, Сергей Дмитриевич
- нап Киреев, Владимир Генрихович
- нап Ковин, Владимир Александрович
- нап Коньков, Владимир Валерьевич
- нап Кудимов, Евгений Васильевич
- нап Новосёлов, Сергей Александрович
- нап Рьянов, Вячеслав Серафимович
- нап Скворцов, Александр Викентьевич
- нап Торгаев, Павел Викторович
- нап Шестериков, Сергей Владимирович
- нап Юров, Валерий Геннадьевич
- Старший тренер: Юрий Морозов

## 11. СК имени Салавата Юлаева
- вр Логинов, Александр Владимирович
- вр Марьин, Алексей Борисович
- защ Балиньш, Гунтис
- защ Гимаев, Ринат Фаритович
- защ Девятириков, Сергей Александрович
- защ Козлов, Павел Викторович
- защ Кравчук, Игорь Александрович
- защ Мисенко, Олег Иванович
- защ Никитин, Игорь Борисович
- защ Путиленко, Олег Викторович
- защ Шалаев, Анатолий Васильевич
- нап Беляков, Виктор Николаевич
- нап Бушмелёв, Сергей Адольфович
- нап Быков, Николай Анатольевич
- нап Емелин, Анатолий Анатольевич
- нап Заикин, Геннадий Юрьевич
- нап Захаров, Александр Сергеевич
- нап Карпинский, Нормунд Александрович
- нап Никонов, Юрий Павлович
- нап Полозов, Константин Александрович
- нап Свержов, Сергей Александрович
- нап Семак, Александр Владимирович
- нап Сулейманов, Руслан Мухаметханафович
- нап Хайдаров, Равиль Рафизович
- Старший тренер: Виктор Садомов

## 12. «Ижсталь»
- вр Герасимов, Владимир Александрович
- вр Шатов, Петр Вячеславович
- защ Викулов, Сергей Юрьевич
- защ Вологжанин, Сергей Викторович
- защ Камашев, Олег Алексеевич
- защ Лубнин, Сергей Николаевич
- защ Соколов, Виктор Петрович
- защ Соларев, Владимир Николаевич
- защ Чиняев, Евгений Александрович
- нап Абрамов, Сергей Егорович
- нап Астраханцев, Константин Вениаминович
- нап Беляевский, Игорь Константинович
- нап Вахрушев, Андрей Геннадьевич
- нап Головков, Владимир Георгиевич
- нап Голубович, Александр Николаевич
- нап Гросман, Виталий Тимофеевич
- нап Иванов, Юрий Владимирович
- нап Комраков, Вячеслав Петрович
- нап Кудяшов, Сергей Игнатьевич
- нап Леонов, Владимир Викторович
- нап Логинов, Виктор Константинович
- нап Моисеев, Сергей Рудольфович ← ЦСКА
- нап Молчанов, Сергей Леонидович
- нап Туляков, Игорь Александрович
- Старший тренер: Валерий Иванов